# MOL
MOL (MOL Magyar Olaj- és Gázipari Nyrt.) este cea mai mare companie din Ungaria după cifra de afaceri, având ca domeniu de activitate industria petrolieră.
MOL Group cuprinde mai multe companii chimice ungare, compania petrolieră slovacă Slovnaft și cea croată INA, compania austriacă de distribuție Roth și deține un lanț de stații de alimentare în toată Europa Centrală și de Est.
În aprilie 2008 grupul MOL avea o capitalizare de piață de 15 miliarde de dolari, deținea trei rafinării în Ungaria, Slovacia și Italia și opera peste 1.000 de benzinării în Europa Centrală și de Sud-Est.
În 2009 veniturile companiei erau de 11,5 miliarde de euro.
În martie 2009, compania energetică rusească Surgutneftgas a cumpărat 21% din MOL, de la compania austriacă OMV, cu 1,4 miliarde de euro, devenind asfel cel mai mare acționar al companiei.
Din acel moment, MOL a dus o luptă continuă cu rușii de la Surgutneftegaz, o companie despre care se afirmă că este direct controlată de Kremlin.
Astfel, rușilor le-a fost interzis accesul în cadrul adunărilor generale ale acționarilor în contextul în care aceștia au refuzat să-și prezinte concret structura acționariatului.
În 24 mai 2011, Ungaria a răscumpărat pachetul de 21,2% din MOL de la ruși,
pentru suma de 1,88 miliarde de euro.
Număr de angajați în 2008: 15.000
Venit net în anul 2006: 1,5 miliarde USD

## Istoric
1995: Compania a deschis prima benzinărie în România, în regim de franciză.
2003 - 2004: MOL România a achiziționat 81 de benzinării Shell România.
2006: Din cifra de afaceri de 524 milioane de euro în România, 80% era reprezentată de vânzarea de combustibili, în timp ce serviciile conexe din benzinăriile MOL dețineau un procent de 20% din rezultatele companiei.
2007: În luna iunie compania deținea 119 benzinării în România.
2013: MOL România deschide alte 17 benzinării noi, ajungând la numărul de 154. De asemenea aceștia investesc 10 milioane de euro într-un depozit de carburanți în orașul Giurgiu.
2014: În luna mai compania MOL deține 189 de benzinării, ca urmare a achiziției a 42 de noi benzinării, provenite prin achiziționarea rețelei locale de benzinării Eni.

## Cifra de afaceri:
- 2006: 524 milioane euro[11]
- 2007: 533 milioane euro[6]
- 2008: 590 milioane euro[17]
- 2009: 450 milioane euro[17]